# 大邱大学校
大邱大学校（テグだいがっこう、朝鮮語: 대구대학교、英語: Daegu University）は、大韓民国の慶尚北道慶山市珍良邑に本部を置く私立大学。略称は大邱大、DU。
校名に「大邱」を含むが、本部は大邱広域市ではなく慶尚北道慶山市に位置する。

## 沿革
- 1946年：李永植牧師が大邱盲唖学校を設立する。
- 1956年5月：大邱盲唖学校を発展させ、韓国社会事業学校が設立する。
- 1961年2月：韓国社会事業学校が韓国社会事業大学に昇格される。
- 1979年12月：韓国社会事業大学から韓社大学に改称する。
- 1981年7月：韓社大学が総合大学に昇格される。
- 1981年10月：韓社大学から大邱大学校に改称する。
- 2021年4月：韓国プロ野球チームのサムスン・ライオンズと提携協約を結んだ。[1]

## 学部
- 惺山（ソンサン）[2]教養大学
- 人文大学
- 法·行政大学
- 経営大学
- 社会科学大学
- 科学生命融合大学
- 工科大学
- 情報通信大学
- 造形芸術大学
- 師範大学
- 再活科学大学
- 看護大学
- AI学部
- 未来融合学部

## 大学院
- 一般大学院
- 特殊大学院
  - 教育大学院
  - 特殊教育大学院
  - 社会福祉大学院
  - 再活科学大学院
  - 産業·行政大学院
  - デザイン大学院

## 学校法人傘下機関
- 大邱大学校
- 大邱サイバー大学校
- 特殊学校
  - 大邱光明学校
  - 大邱英和学校
  - 大邱保明学校
  - 大邱保健学校
  - 大邱徳喜学校
  - 浦項命道学校
- 大邱大学校師範大学付属栄光幼稚園

## 日本の交流協定校
- 筑波大学
- 山形大学
- 早稲田大学
- 中央学院大学
- 拓殖大学
- 札幌国際大学
- 福原学園
- 静岡理工科大学
- 東洋大学
- 阪南大学
- 鎮西学院大学
- 香川大学
- 東京芸術大学
- 京都精華大学
- 立命館大学
- 立命館アジア太平洋大学
- 福岡女学院大学
- 富山国際大学
- 佐賀大学
- 広島経済大学
- 大阪府立大学
- 東京電機大学
- 明治大学

## 有名人
大邱大学校出身の有名人
- パク・チャングン/歌手/デビュー1999年1集アルバム[Anti Mythos]/2021年テレビ朝鮮明日は国民歌手優勝
- ペ・ジンウン / 映画俳優 / 1982. 10. 30. / デビュー 2011年映画「ドンバッグ」
- ユン・ジンヨン/映画俳優、コメディアン/ 1982. 11. 30。
- チュ・チャンミン/映画監督/デビュー2000年短編映画「四月の終わり」